# 마에바시시
마에바시시(일본어: 前橋市)는 일본 간토 지방 북부, 군마현 중앙부에 있는 도시이다. 군마현의 현청 소재지이며, 중핵시로 지정되어 있다.
2001년 4월 1일에 특례시로 지정되었다. 2004년 12월 5일에는 주변 3개 마을을 편입함으로써 인구가 30만 명을 넘었으며, 2009년 4월 1일 중핵시로 승격하였다. 인접하는 다카사키시와 역사적으로 라이벌 관계에 있으나 요즘에는 인구 증가율이 낮아지고 있으며, 시 전체의 재활성화가 가장 중요한 과제가 되고 있다.

## 지리
간토평야 북쪽 귀퉁이에 있는 아타기산 기슭에 있다. 일본에서 두 번째로 긴 강인 도네강이 시 서부를 통과한다. 또한 마에바시는 바다에서 120km 떨어져 있어 일본에서 가장 바다와 멀리 떨어진 현청 소재지이다.
겨울에 "가라카제"라는 건조한 바람이 북쪽에서 마에바시로 분다. 이는 동해에서 발생한 눈 구름이 군마현과 니가타현 사이의 에치고 산맥에서 막히기 때문이다. 이 때문에 겨울은 따뜻하다. 여름은 내륙에 위치해 있기 때문에 덥다. 2001년 7월 24일에 마에바시의 기온은 40℃를 기록해 일본에서 역대 5번째로 높았다.

### 인접한 자치체
- 기류시
- 기타군마군
  - 신토촌
  - 요시오카정
- 다카사키시
- 사와군
  - 다마무라정
- 시부카와시
- 이세사키시

## 역사
- 1892년 - 마에바시시가 성립하였다.
- 1901년 - 가미카와부치촌의 일부가 마에바시시에 편입되었다.
- 1951년 - 가이가야촌의 일부가 마에바시시에 편입되었다.
- 1954년 - 가미카와부치촌, 시모카와부치촌, 아즈마촌, 미나미타치바나촌, 가이가야촌, 하가촌, 모토소자촌, 소자촌이 마에바시시에 편입되었다.
- 1957년 - 조난촌의 일부가 마에바시시에 편입되었다.
- 1960년 - 다마무라정의 일부와 조난촌의 다른 부분이 마에바시시에 편입되었다.
- 1967년 - 조난촌이 마에바시시에 편입되었다.
- 2004년 - 오고정, 미야기촌, 가스카와촌이 마에바시시에 편입되었다.
- 2009년 - 후지미촌을 편입하였다.

## 교통

### 도로
- 간에쓰 자동차도: 마에바시 나들목
- 기타칸토 자동차도: 마에바시미나미 나들목 - 고마가타 나들목
- 국도 제17호선
- 국도 제50호선
- 국도 제291호선
- 국도 제353호선

### 철도
- 동일본 여객철도
  - 조에쓰선
    - 신마에바시역 - 군마소자역

  - 료모선
    - 신마에바시역 - 마에바시역 - 마에바시오시마역 - 고마가타역
- 조모 전기 철도
  - 조모선
    - 주오마에바시역 - 조토역 - 미쓰마타역 - 가타카이역 - 가미이즈미역 - 아카사카역 - 심장혈관센터역 - 에기역 - 오고역 - 히고시역 - 기타하라역 - 아라야역 - 가스카와역 - 젠역

## 인구
| 연도 | 인구    | ±%      |
| ---- | ------- | ------- |
| 1920 | 51,015  | —       |
| 1930 | 53,052  | +4.0%   |
| 1940 | 52,898  | −0.3%   |
| 1950 | 68,710  | +29.9%  |
| 1960 | 240,301 | +249.7% |
| 1970 | 273,864 | +14.0%  |
| 1980 | 311,121 | +13.6%  |
| 1990 | 335,704 | +7.9%   |
| 2000 | 341,738 | +1.8%   |
| 2010 | 340,390 | −0.4%   |

## 기후
| 마에바시시의 기후                                            | 마에바시시의 기후 | 마에바시시의 기후 | 마에바시시의 기후 | 마에바시시의 기후 | 마에바시시의 기후 | 마에바시시의 기후 | 마에바시시의 기후 | 마에바시시의 기후 | 마에바시시의 기후 | 마에바시시의 기후 | 마에바시시의 기후 | 마에바시시의 기후 | 마에바시시의 기후 |
| 월                                                           | 1월               | 2월               | 3월               | 4월               | 5월               | 6월               | 7월               | 8월               | 9월               | 10월              | 11월              | 12월              | 연간              |
| ------------------------------------------------------------ | ----------------- | ----------------- | ----------------- | ----------------- | ----------------- | ----------------- | ----------------- | ----------------- | ----------------- | ----------------- | ----------------- | ----------------- | ----------------- |
| 역대 최고 기온 °C (°F)                                       | 22.0 (71.6)       | 24.6 (76.3)       | 27.1 (80.8)       | 32.4 (90.3)       | 36.5 (97.7)       | 39.5 (103.1)      | 40.0 (104.0)      | 39.8 (103.6)      | 38.1 (100.6)      | 33.0 (91.4)       | 26.6 (79.9)       | 25.2 (77.4)       | 40.0 (104.0)      |
| 일평균 최고 기온 °C (°F)                                     | 9.1 (48.4)        | 10.0 (50.0)       | 13.5 (56.3)       | 19.3 (66.7)       | 24.2 (75.6)       | 26.8 (80.2)       | 30.5 (86.9)       | 31.7 (89.1)       | 27.3 (81.1)       | 21.7 (71.1)       | 16.4 (61.5)       | 11.5 (52.7)       | 20.2 (68.4)       |
| 일일 평균 기온 °C (°F)                                       | 3.7 (38.7)        | 4.5 (40.1)        | 7.9 (46.2)        | 13.4 (56.1)       | 18.6 (65.5)       | 22.1 (71.8)       | 25.8 (78.4)       | 26.8 (80.2)       | 22.9 (73.2)       | 17.1 (62.8)       | 11.2 (52.2)       | 6.1 (43.0)        | 15.0 (59.0)       |
| 일평균 최저 기온 °C (°F)                                     | −0.5 (31.1)       | 0.0 (32.0)        | 3.1 (37.6)        | 8.2 (46.8)        | 13.6 (56.5)       | 18.0 (64.4)       | 22.0 (71.6)       | 23.0 (73.4)       | 19.3 (66.7)       | 13.2 (55.8)       | 6.9 (44.4)        | 1.9 (35.4)        | 10.7 (51.3)       |
| 역대 최저 기온 °C (°F)                                       | −11.8 (10.8)      | −9.0 (15.8)       | −7.8 (18.0)       | −3.1 (26.4)       | 0.3 (32.5)        | 6.0 (42.8)        | 11.9 (53.4)       | 13.6 (56.5)       | 8.4 (47.1)        | 0.6 (33.1)        | −3.5 (25.7)       | −7.4 (18.7)       | −11.8 (10.8)      |
| 평균 강수량 mm (인치)                                        | 29.7 (1.17)       | 26.5 (1.04)       | 58.3 (2.30)       | 74.8 (2.94)       | 99.4 (3.91)       | 147.8 (5.82)      | 202.1 (7.96)      | 195.6 (7.70)      | 204.3 (8.04)      | 142.2 (5.60)      | 43.0 (1.69)       | 23.8 (0.94)       | 1,247.4 (49.11)   |
| 평균 강설량 cm (인치)                                        | 8 (3.1)           | 9 (3.5)           | 2 (0.8)           | 0 (0)             | 0 (0)             | 0 (0)             | 0 (0)             | 0 (0)             | 0 (0)             | 0 (0)             | 0 (0)             | 1 (0.4)           | 19 (7.5)          |
| 평균 강수일수 (≥ 0.5 mm)                                     | 3.5               | 4.4               | 8.3               | 9.0               | 10.6              | 14.5              | 16.6              | 14.0              | 13.4              | 9.9               | 6.1               | 3.8               | 114.2             |
| 평균 강설일수                                                | 7.6               | 7.9               | 5.6               | 0.5               | 0.0               | 0.0               | 0.0               | 0.0               | 0.0               | 0.0               | 0.2               | 4.2               | 26.1              |
| 평균 상대 습도 (%)                                           | 54                | 52                | 52                | 55                | 60                | 70                | 73                | 72                | 72                | 68                | 62                | 57                | 62                |
| 평균 월간 일조시간                                           | 213.1             | 201.2             | 211.0             | 205.2             | 197.4             | 138.5             | 146.3             | 167.7             | 134.9             | 155.6             | 181.0             | 202.0             | 2,153.7           |
| 출처: 일본 기상청 (평년값: 1991년~2020년, 극값: 1896년~현재) |                   |                   |                   |                   |                   |                   |                   |                   |                   |                   |                   |                   |                   |

## 자매 도시
- 일본 야마구치현 하기시
- 미국 앨라배마주 버밍엄